# Rosanna Pagano
Rosanna Pagano (Salerno, 1 de diciembre de 1983) es una deportista italiana que compitió en esgrima, especialista en la modalidad de sable.
Ganó una medalla de oro en el Campeonato Mundial de Esgrima de 2003 y una medalla de bronce en el Campeonato Europeo de Esgrima de 2004, ambas en la prueba por equipos.

## Palmarés internacional
| Campeonato Mundial | Campeonato Mundial     | Campeonato Mundial | Campeonato Mundial |
| Año                | Lugar                  | Medalla            | Prueba             |
| ------------------ | ---------------------- | ------------------ | ------------------ |
| 2003               | La Habana (Cuba)       | Medalla de oro     | Sable por equipos  |
| Campeonato Europeo |                        |                    |                    |
| Año                | Lugar                  | Medalla            | Prueba             |
| 2004               | Copenhague (Dinamarca) | Medalla de bronce  | Sable por equipos  |